# Królestwo z tego świata
Królestwo z tego świata (hiszp. El reino de este mundo) – powieść Alejo Carpentiera, opublikowana w 1949 roku, opisująca 50 lat z życia bohatera, niewolnika Ti Noëla. Akcja rozgrywa się na przełomie XVIII i XIX wieku na Haiti. W przedmowie do powieści autor zawarł manifest artystyczny wprowadzający do literatury pojęcie lo real maravilloso americano – amerykańskiej rzeczywistości cudownej. 
Akcja utworu zawiera opis wielu autentycznych wydarzeń (m.in. bunt Mackandala, rządy Henri Christophe'a), lecz jednocześnie nasączona jest atmosferą cudowności, wynikającą z zawarcia w niej murzyńskiego folkloru i wiary bohaterów w zjawiska nadprzyrodzone (np. transformacje ludzi w zwierzęta), egzotycznej scenerii i zjawisk oraz tendencji do opisywania zjawisk zwykłych w sposób nadający im cechy niezwykłości. Język utworu jest wyszukany i barokowy. 